# Spinestoloides
Spinestoloides is een kevergeslacht uit de familie van de boktorren (Cerambycidae). De wetenschappelijke naam van het geslacht werd voor het eerst (als ondergeslacht) geldig gepubliceerd in 1954 door Breuning als Estoloides (Spinestoloides)

## Soorten
De volgende soorten zijn bij het geslacht ingedeeld:
- Spinestoloides benardi (Breuning, 1980)
  - = Mimestoloides benardi Breuning, 1980
- Spinestoloides fasciatus (Martins & Galileo, 2010)
  - = Mimestoloides fasciatus Martins & Galileo, 2010
- Spinestoloides hefferni Santos-Silva, Wappes & Galileo, 2018[1]
- Spinestoloides monticola (Fisher, 1942)
  - = Ataxia monticola Fisher, 1942
  - = Estoloides (Spinestoloides) spinipennis Breuning, 1954